# Canthigaster cyanetron
Canthigaster cyanetron är en fiskart som beskrevs av Randall och Cea-egaña 1989. Canthigaster cyanetron ingår i släktet Canthigaster och familjen blåsfiskar. Inga underarter finns listade.